# Poikilacanthus
- Commons
- Wikispecies

Poikilacanthus Lindau, segundo o Sistema APG II, é um género botânico pertencente à família Acanthaceae.

## Espécies
| - Poikilacanthus bahiensis - Poikilacanthus capitatus - Poikilacanthus flexuosus - Poikilacanthus gilliesii - Poikilacanthus glandulosa - Poikilacanthus glandulosus - Poikilacanthus harleyi - Poikilacanthus harlingii - Poikilacanthus humilis - Poikilacanthus macranthus | - Poikilacanthus moritzianus - Poikilacanthus novogalicianus - Poikilacanthus oncodes - Poikilacanthus pansamalanus - Poikilacanthus phyllocalyx - Poikilacanthus setifer - Poikilacanthus setiferus - Poikilacanthus skutchii - Poikilacanthus tweedianus |

- «Lista das espécies»

## Nome e referências
Poikilacanthus Lindau em Engler & em Prantl, 1895

## Classificação do gênero
| Sistema | Classificação                       | Referência            |
| ------- | ----------------------------------- | --------------------- |
| APG II  | Ordem Lamiales, família Acanthaceae | APweb, versão 9, 2008 |